# Chapelle Notre-Dame de Vaudouan de Briantes
Pour les articles homonymes, voir Notre-Dame.
La chapelle Notre-Dame de Vaudouan de Briantes est une chapelle catholique française. Elle est située sur le territoire de la commune de Briantes, dans le département de l'Indre, en région Centre-Val de Loire.

## Situation
La chapelle se trouve dans la commune de Briantes, au sud-est du département de l'Indre, en région Centre-Val de Loire. Elle est située dans la région naturelle du Boischaut Sud. La chapelle dépend de l'archidiocèse de Bourges, du doyenné du Boischaut Sud et de la paroisse de La Châtre.

## Toponymie
Le nom rappelle peut-être que le lieu fut voué à Diane (Vallée de Diane ayant donné Vaudouan). D'après Denise Péricard-Méa, au XVIe siècle encore, le lieu se nommait officiellement « Notre-Dame de Laczenay » (de lacu nata, née dans un lac). Ce nom est vigoureusement contesté par Jean-Jacques Meunier qui parle plutôt d'une erreur de transcription. En revanche, Diane serait à rapprocher de Dianus, un démon connu des Gaulois, « qui conduisit la nuit les hommes et les femmes au sabbat ».
Denise Péricard-Méa met aussi le lieu en relation avec un site décrit comme une  « grande pierre que l'on monte à la marche, sous le grand orme ancien faisant les bornes des pays de Berry, Lymousin, Bourbonnais et Auvergne (...) ».

## Histoire

### Légende
Selon la légende, l'évènement suivant s'est produit le 25 mars 1013.
« 
Une bergère découvre, dans une fontaine, une statue en bois représentant la Vierge tenant l'enfant Jésus dans ses bras, avec une colombe dans ses mains. Elle rapporte la statue à Briantes où elle est laissée dans l'église. Le lendemain, la statue a disparu mais on la retrouve dans la fontaine. La scène se répète une deuxième fois. On interprète ceci comme la manifestation de l'intention de la Vierge d'être vénérée à cet endroit.  »
— d'après le dépliant disponible à l'entrée de l'édifice.
Des détails complémentaire sont rapportés par Denise Péricard-Méa :
« 
Le sanctuaire de Notre-Dame de Vaudouan sanctifiait la frontière langue d'oc - langue d'oïl (...) La légende raconte que le premier miracle remonte à 1013, un jour où des bergers allant boire à la fontaine trouvèrent une image de bois de Notre-Dame flottant sur l'eau. Ils allèrent la porter à l'église de Briantes mais elle retourna à Vaudouan par deux fois jusqu'à ce qu'on décide de bâtir une chapelle près de la fontaine. Mais il fut impossible au maçon, de creuser la moindre fondation. Furieux, il jeta son marteau au loin et le retrouva à huit cents mètres de là, près d'une génisse mugissante qui disparut dès qu'il arriva. On comprit la volonté divine de l'emplacement de la chapelle.  »
— Les Pèlerinages au Moyen Âge, Éditions Gisserot, 2002, page 74.

### Édifices antérieurs

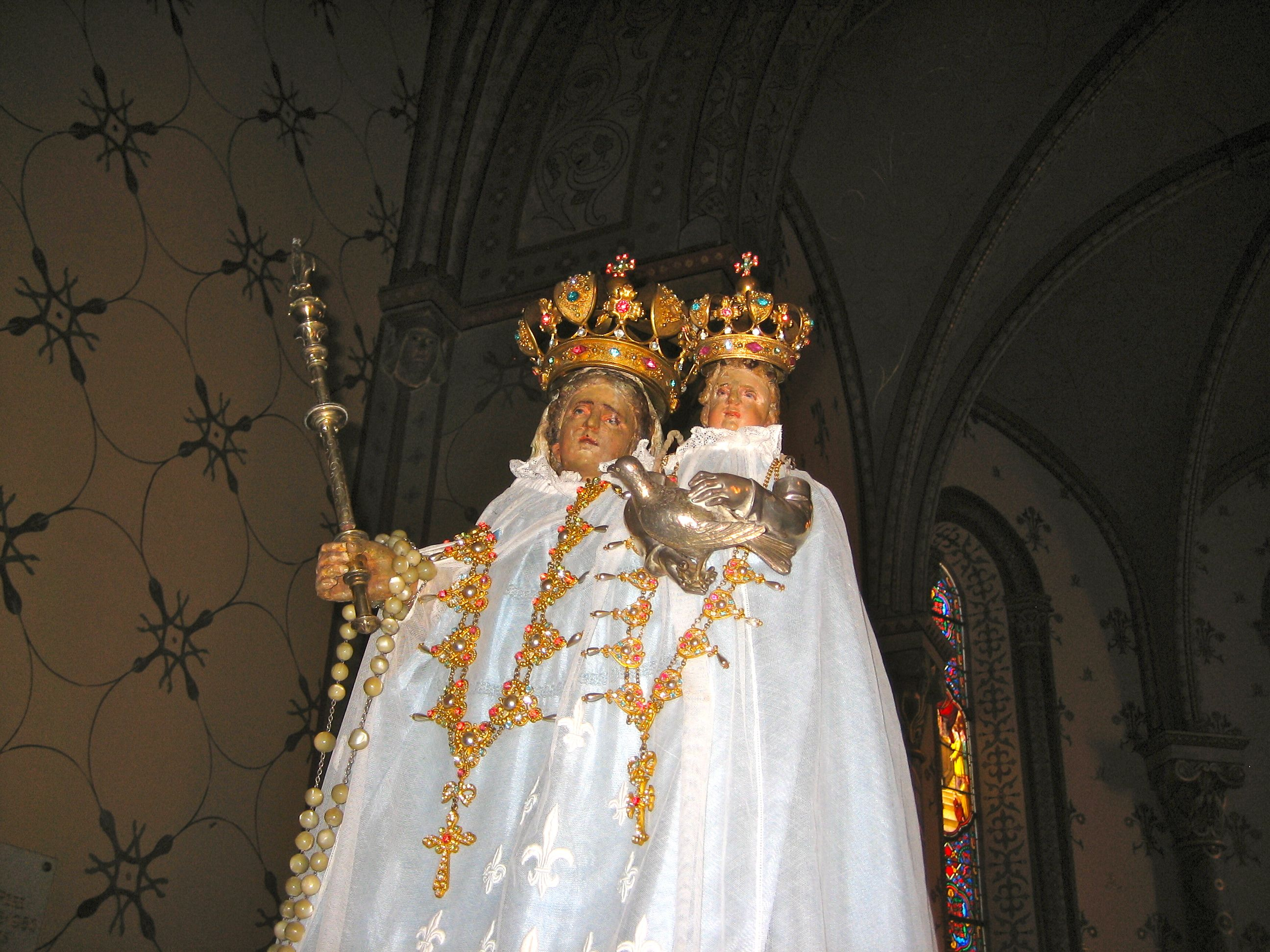
La statue dans l'église, avec la colombe, en 2012.

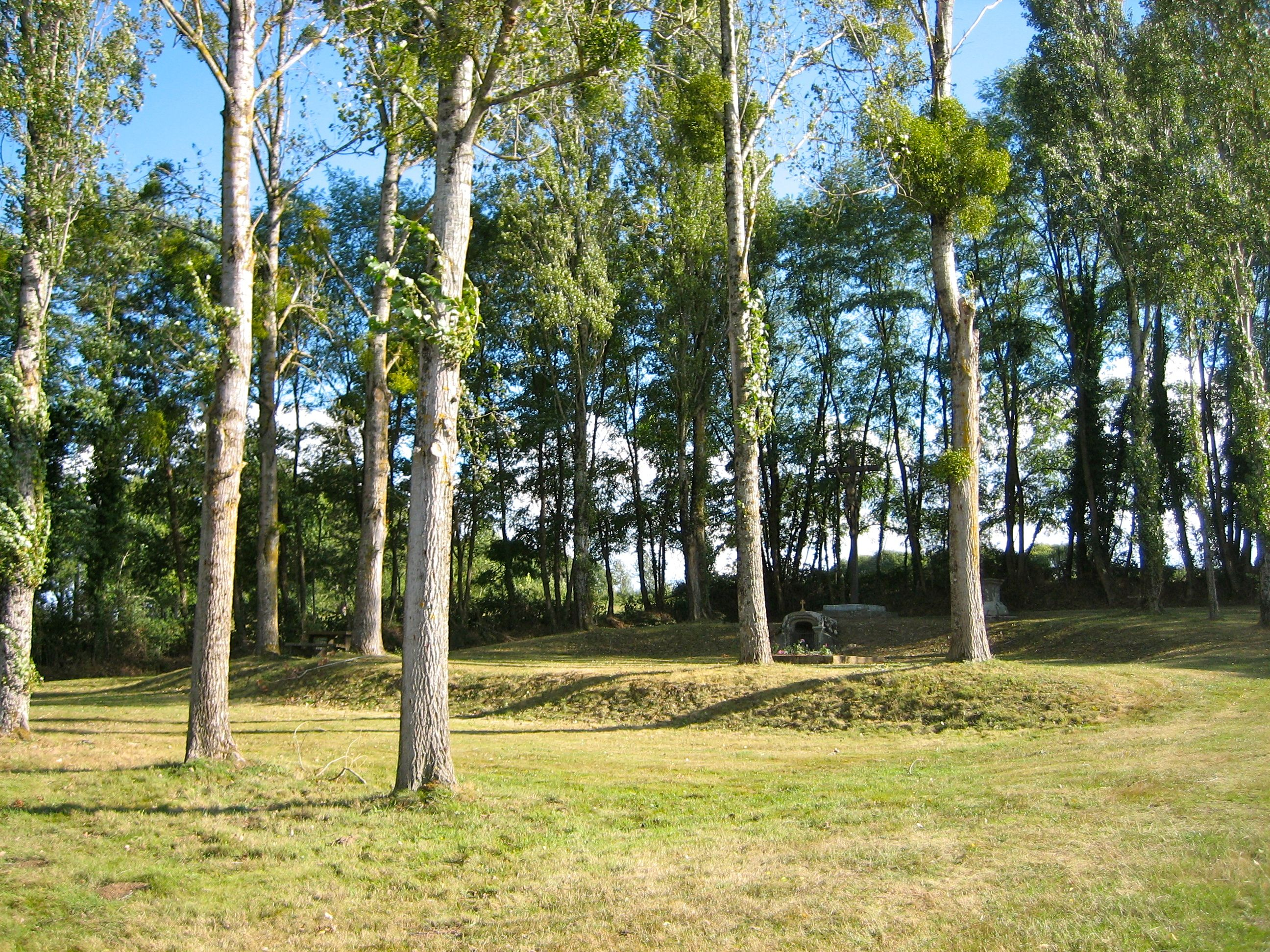
La clairière, en 2012.

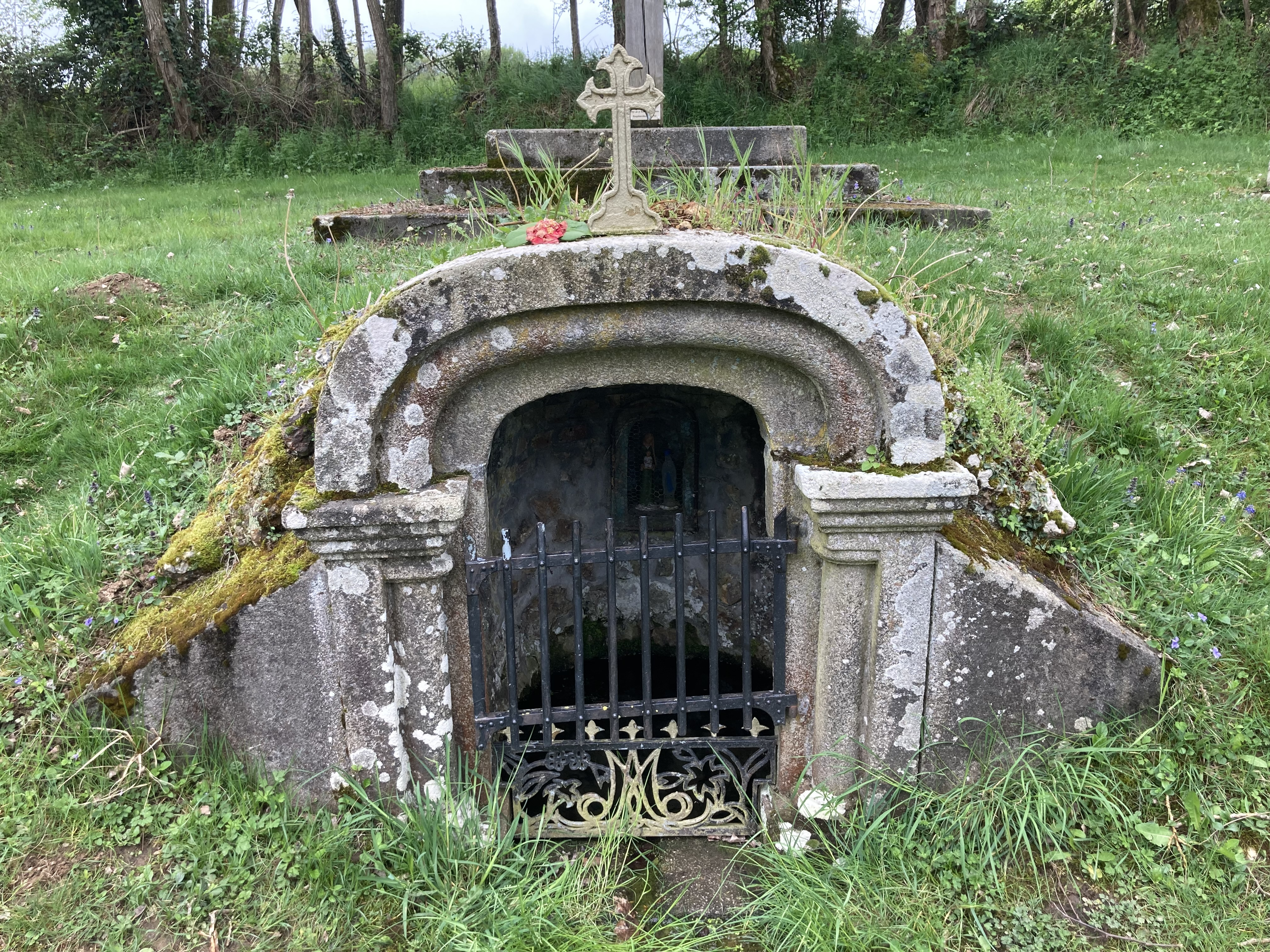
L'abri au-dessus de la fontaine et la niche, en 2022.

Plusieurs édifices ont existé avant l'église actuelle.
Premières chapelles
La première chapelle a été, paraît-il, édifiée en 1013 et bénie en septembre de cette année. On ne sait rien de précis avant le XIIIe siècle. La chapelle et ses bois appartiennent alors à Réginald Raimbus, seigneur de Virolan et aussi chanoine du chapitre de l'église Saint-Germain de La Châtre. Il fait restaurer la chapelle, et lègue ses biens au chapitre en 1294, biens parmi lesquels la chapelle, à condition que le chapitre entretienne un vicaire qui devait résider sur place et dire trois messes par semaine.
Ces conditions ne sont que mollement remplies, ce qui est une des causes ou un prétexte des nombreux procès entamés par la suite entre ecclésiastiques des communes avoisinantes, car les bénéfices de l'établissement ne sont pas négligeables. Ainsi, dans la deuxième moitié du XVe siècle, une dispute oppose le chapitre à un Pierre du Bost, ami de Jean Cœur, archevêque de Bourges et fils de Jacques Cœur, qui veut se charger de la chapelle. Malgré l'intervention du pape Paul II et deux bulles, les chanoines de La Châtre ne cèdent pas ; ils modifient les conditions d'attribution de la chapelle et en conservent la gestion.
Troisième édifice
Vers 1490, la chapelle brûle. Elle est reconstruite, agrandie, et peut être considérée alors comme une vraie église. L'ensemble s'agrandit : le chemin de La Châtre à Vaudouan est jalonné de croix ; une « Hôtellerie de Vaudouan » est construite pour loger les pèlerins, à côté de la chapelle. En 1525, le curé de Briantes, puis ses successeurs intentent des procès aux chanoines de La Châtre pour récupérer les bénéfices, sans succès. L'église est alors riche de quatre autels, et de nombreux vases et objets précieux. Elle est victime de pillages répétés. Malgré cela, les pèlerinages et les pèlerins deviennent plus nombreux.
En août 1568, durant les guerres de religion, la chapelle est brûlée, y  compris la statue de la Vierge.
Quatrième église
Entre 1595 et 1600, à peu près au moment de la promulgation de l'édit de Nantes, est édifié un nouveau bâtiment, qui est le quatrième depuis le début du lieu de dévotion. Un autre procès est intenté aux chanoines par le seigneur de Briantes cette fois-ci, à nouveau sans succès. C'est que la renommée du lieu grandit, attirant des émissaires de Louis XIII et plusieurs papes.
La prospérité de la chapelle est considérable. Le bâtiment est agrandi en 1668. En revanche, un procès entre les mêmes (ou leurs successeurs), cinquante ans plus tard, autorise les seigneurs de Briantes à prélever des impôts sur les marchands forains installés autour du lieu. Enfin, un dernier procès, entre le curé de Briantes et les chanoines commence en 1664 et dure jusqu'en 1713 ! Encore une fois, le curé de Briantes est débouté.
En 1734, visite pastorale de Frédéric Jérôme de La Rochefoucauld, archevêque de Bourges, qui trouve l'église en bon état, mais regrette les fêtes profanes qui accompagnent les pèlerinages.
En 1793, pendant la Révolution, l'intérieur est pillé, la statue est brûlée, le bâtiment est vendu, mais conservé intact. La fabrique de La Châtre rachète le bâtiment en 1816, et le culte est rétabli dans l'édifice récupéré. Un nouveau procès oppose la commune de Briantes à la fabrique de La Châtre, entre 1838 et 1852, date à laquelle Briantes entre en possession des lieux. Ceci n'empêche pas la renommée de la chapelle de grandir, notamment sous l'influence de l'abbé Sémelet (1861-1916) qui œuvra  grandement pour la construction de l'édifice actuel.

### Chapelle actuelle
La chapelle actuelle est construite en 1866 par l'architecte Alfred Dauvergne. Elle est reliée par un chemin de quelques centaines de mètres à la fontaine. La fontaine elle-même est entourée d'un petit abri, dans lequel on discerne une niche qui peut contenir une petite statue, mais qui est vide. Derrière cet abri il y a une grande croix, l'ensemble est entouré de deux rangées de peupliers disposés en cercle, sur une faible hauteur.